# Lorraine Open
Lorraine Open – męski turniej tenisowy, rozgrywany jako część cyklu Grand Prix od 1979 do 1989 roku.
Zawody odbywały się w Lotaryngii, jednym z 26 regionów Francji. Miejscem zmagań były naprzemiennie dwa główne miasta regionu: Metz i Nancy. Nancy gościło zawodników w lata nieparzyste, a Metz w parzyste. W obu przypadkach mecze były rozgrywane na kortach dywanowych w hali.

## Mecze finałowe

### Gra pojedyncza
| Rok  | Zwycięzca       | Finalista            | Wynik              |
| 1989 | Guy Forget      | Michiel Schapers     | 6:3, 7:6           |
| 1988 | Jonas Svensson  | Michiel Schapers     | 6:2, 6:4           |
| 1987 | Pat Cash        | Wally Masur          | 6:2, 6:3           |
| 1986 | Thierry Tulasne | Broderick Dyke       | 6:4, 6:3           |
| 1985 | Tim Wilkison    | Slobodan Živojinović | 4:6, 7:6, 9:7      |
| 1984 | Ramesh Krishnan | Jan Gunnarsson       | 6:3, 6:3           |
| 1983 | Nick Saviano    | Chip Hooper          | 6:4, 4:6, 6:3      |
| 1982 | Erick Iskersky  | Steve Denton         | 6:4, 6:3           |
| 1981 | Pavel Složil    | Ilie Năstase         | 6:2, 7:5           |
| 1980 | Gene Mayer      | Gianni Ocleppo       | 6:3, 6:3, 6:0      |
| 1979 | Yannick Noah    | Jean-Louis Haillet   | 6:2, 5:7, 6:1, 7:5 |

### Gra podwójna
| Rok  | Zwycięzcy                        | Finaliści                           | Wynik         |
| 1989 | Udo Riglewski Tobias Svantesson  | João Cunha e Silva Eduardo Masso    | 6:4, 6:7, 7:6 |
| 1988 | Jaroslav Navrátil Tom Nijssen    | Rill Baxter Nduka Odizor            | 6:2, 6:7, 7:6 |
| 1987 | Ramesh Krishnan Claudio Mezzadri | Grant Connell Larry Scott           | 6:4, 6:4      |
| 1986 | Wojciech Fibak Guy Forget        | Francisco González Michiel Schapers | 2:6, 6:2, 6:4 |
| 1985 | Marcel Freeman Rodney Harmon     | Jaroslav Navrátil Jonas Svensson    | 6:4, 7:6      |
| 1984 | Eddie Edwards Danie Visser       | Wayne Hampson Wally Masur           | 3:6, 6:4, 6:2 |
| 1983 | Jan Gunnarsson Anders Järryd     | Ricardo Acuña Belus Prajoux         | 7:5, 6:3      |
| 1982 | David Carter Paul Kronk          | Matt Doyle David Siegler            | 6:3, 7:6      |
| 1981 | Ilie Năstase Adriano Panatta     | John Feaver Jiří Hřebec             | 6:4, 2:6, 6:4 |
| 1980 | Colin Dibley Gene Mayer          | Chris Delaney Kim Warwick           | 7:6, 7:5      |
| 1979 | Klaus Eberhard Karl Meiler       | Robin Drysdale Andrew Jarrett       | 4:6, 7:6, 6:3 |